# Tanypeza
Tanypeza is een vliegengeslacht uit de familie van de langpootvliegen (Tanypezidae). De wetenschappelijke naam van het geslacht is voor het eerst geldig gepubliceerd in 1820 door Fallén.

## Soorten
De volgende soorten zijn bij het geslacht ingedeeld:
- Tanypeza picticornis Knab & Shannon, 1916
- Tanypeza longimana Fallén, 1820